# كلارنس ميتشيل جونيور
كلارنس ميتشيل جونيور (بالإنجليزية: Clarence M. Mitchell, Jr.)‏ هو عضو مجموعة ضغط أمريكي، ولد في 8 مارس 1911 في بالتيمور في الولايات المتحدة، وتوفي بنفس المكان في 19 مارس 1984.